# Extraordinarius andrematosi
Extraordinarius andrematosi – gatunek pająka z rodziny spachaczowatych i podrodziny Sparianthinae.

## Taksonomia
Gatunek ten opisany został po raz pierwszy w 2019 roku przez Cristinę A. Rheims na łamach „Zootaxa”. Jako lokalizację typową wskazano Reserva Florestal do Morro Grande w Caucaia do Alto na terenie gminy Cotia w brazylijskim stanie São Paulo. Epitet gatunkowy nadano na cześć piosenkarza i kompozytora André Coelha Matosa.

## Morfologia
Holotypowy samiec ma ciało długości 11,8 mm przy karapaksie długości 5,3 mm i szerokości 4,4 mm oraz opistosomie (odwłoku) długości 6 mm i szerokości 3,7 mm, natomiast samice mają ciało długości od 11,4 do 13,5 mm przy karapaksie długości od 4,7 do 5,3 mm; u paratypowej samic szerokość karapaksu to 4,5 mm, długość opistosomy to 8,2 mm, a jej szerokość 3,7 mm.
Karapaks jest brązowy z ciemnobrązową jamką i czarnymi obwódkami oczu. Ośmioro oczu rozmieszczonych jest w dwóch rzędach. Wysokość nadustka jest mniejsza niż średnica oczu przednio-środkowej pary. Brązowe szczękoczułki mają na przedniej krawędzi bruzdy trzy zęby, a na tylnej jej krawędzi dwa małe ząbki. Warga dolna i szczęki są pomarańczowe z przejrzyście biało rozjaśnionymi częściami odsiebnymi. Dłuższe niż szerokie sternum jest pomarańczowe z bladobrązowymi krawędziami. Kolejność par odnóży od najdłuższej do najkrótszej to IV, I, II, III u samca oraz IV, II, I, III u samicy. Barwa odnóży i nogogłaszczków jest jasnobrązowa. Owalna opistosoma jest żółtawokremowa, z wierzchu z brązowym nakrapianiem po bokach i brązowymi szewronami w tyle, od spodu z nielicznymi brązowymi kropkami. Kądziołki przędne są pomarańczowe.
Nogogłaszczki samca mają goleń wyposażoną w jeden kolec prolateralny, stożkowatą (trójkątną w widoku brzusznym) apofizę wentralną oraz pojedynczą, trzykrotnie dłuższą niż szeroką, w widoku tylno-bocznym zagiętą pod kątem prostym apofizę retrolateralną. Pojedyncza, haczykowata, między 1,5- a 2-krotnie dłuższa niż szeroka i na całej długości tak samo szeroka apofyza medialna wyrasta z tegulum na godzinie 5:30, embolus wyrasta z niego na godzinie siódmej, a wyrostek tegulum bliższy nasadzie konduktora jest szerszy niż dłuższy, trójkątny w zarysie.
Genitalia samicy mają tak szerokie jak długie pole epigynalne, przegrodę pośrodkową płytki płciowej z przodu zaopatrzoną w trzonek o podstawie przedniej węższej niż ⅓ jego największej szerokości, a boczne płaty tejże płytki zbieżne ku przodowi.

## Rozprzestrzenienie
Gatunek neotropikalny, południowoamerykański, endemiczny dla stanu São Paulo w Brazylii. Znany tylko z trzech stanowisk.